# Saint-Antoine-Cumond
Saint-Antoine-Cumond är en kommun i departementet Dordogne i regionen Nouvelle-Aquitaine i sydvästra Frankrike. Kommunen ligger i kantonen Saint-Aulaye som tillhör arrondissementet Périgueux. År 2018 hade Saint-Antoine-Cumond 342 invånare.

## Befolkningsutveckling
Antalet invånare i kommunen Saint-Antoine-Cumond
Referens:INSEE